# Ronald McDonald

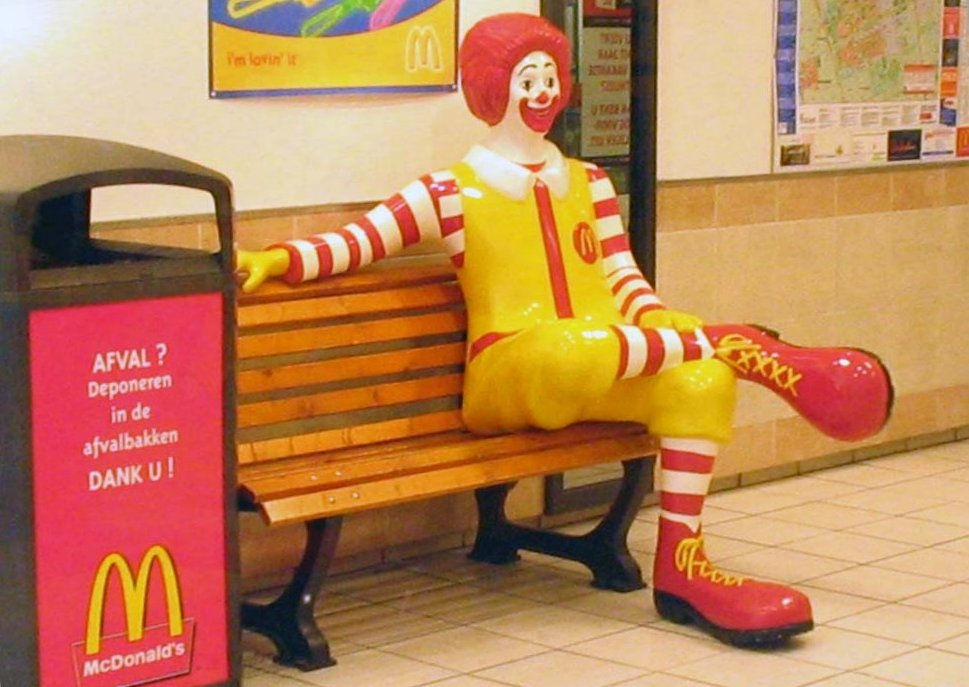
Una riproduzione di Ronald McDonald seduto su una panchina negli anni 2000.

Ronald McDonald è un personaggio immaginario abbigliato da pagliaccio, principale mascotte della catena di fast food McDonald's Corporation fino al 2016.

## Storia
Nel 1960, al fine di fidelizzare le famiglie e soprattutto i bambini, un negozio in franchising di Washington sponsorizzò un programma televisivo per bambini battezzato Bozo's Circus (il Circo di Bozo). Bozo il clown era un personaggio in franchising, interpretato a Los Angeles da Willard Scott. Quando lo spettacolo fu annullato, Scott fu assunto per rappresentare la nuova mascotte di McDonald's, Ronald McDonald, nei primi tre spot televisivi che includevano il personaggio, nel 1963. Il personaggio venne poi diffuso in tutto il resto degli Stati Uniti grazie ad una campagna pubblicitaria. Per accompagnare Ronald è stata sviluppata un'intera truppa di personaggi usciti da McDonaldland: si sono potuti vedere dei personaggi somiglianti a degli hamburger e altri senza una forma particolare. Nel 1966, McDonald divenne portavoce ufficiale della catena.
Collegato alla formula dell'Happy meal che offre dei gadget in plastica, il pagliaccio Ronald è riuscito ad attirare e a fidelizzare numerose generazioni di bambini, divenuti poi da adulti dei consumatori abituali nei ristoranti McDonald's. Negli Stati Uniti, circa il 96% dei bambini conosce il personaggio di Ronald McDonald, e ciò lo rende più popolare di Babbo Natale.
È anche uno degli argomenti del film Super Size Me sugli effetti nefasti dei fast food: in una delle scene del film Morgan Spurlock mostra ritratti di Gesù, George W. Bush e Ronald McDonald a dei bambini, chiedendo loro di riconoscerli, e alla fine dell'intervista constaterà che i bambini riconoscono molto più facilmente il clown di McDonald's.
Nel 1988, l'apparizione di questo personaggio nel film Il mio amico Mac gli fece conquistare un Razzie Awards come peggior attore esordiente dell'anno.
Nel 2016 McDonald's ha deciso di interrompere l'utilizzo del pagliaccio come mascotte pubblicitaria.

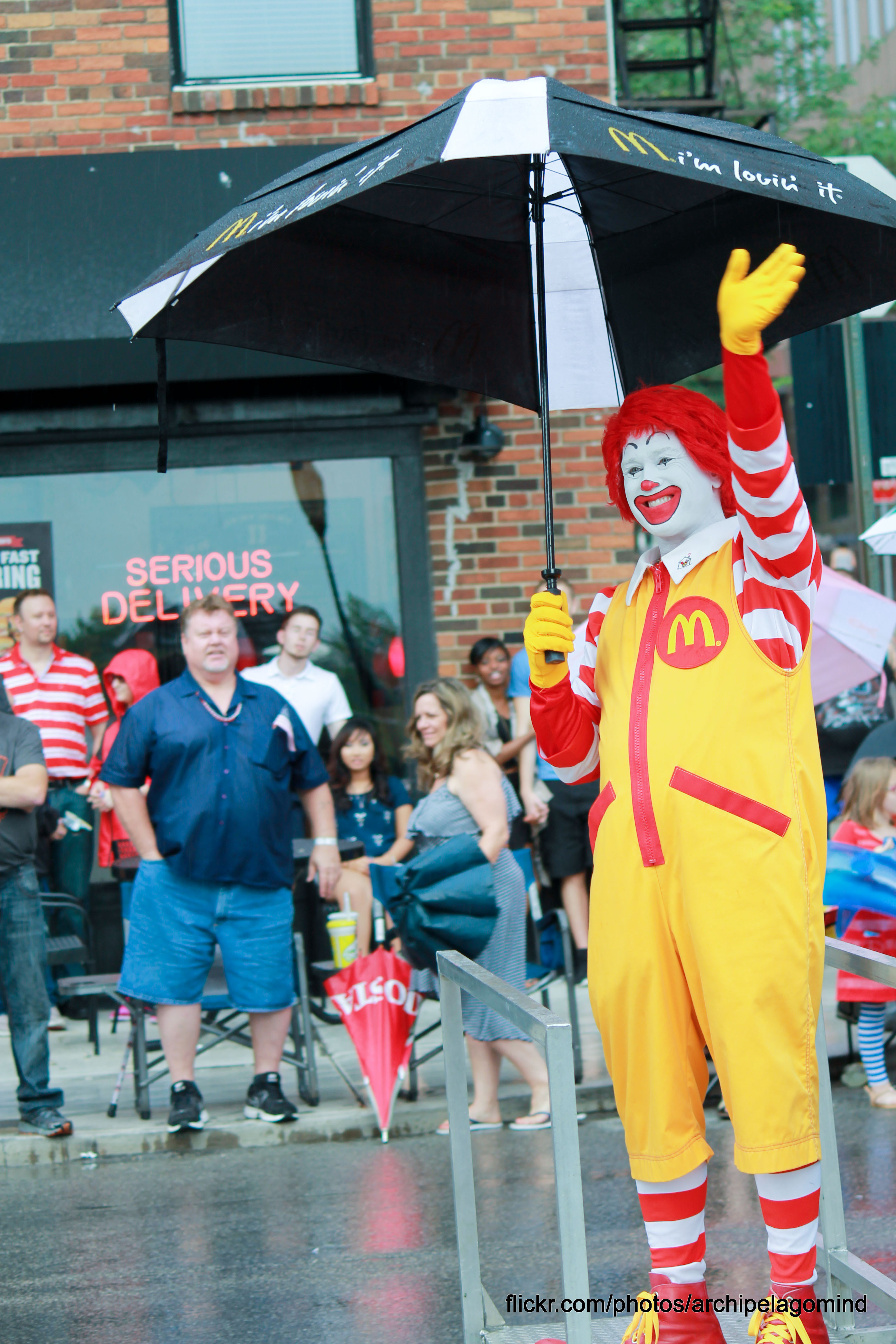
Un uomo indossa un costume di Ronald McDonald